# Leptosphaeria stellariae
Leptosphaeria stellariae är en svampart som tillhör divisionen sporsäcksvampar, och som beskrevs av Emil Rostrup. Leptosphaeria stellariae ingår i släktet Leptosphaeria, och familjen Phaeosphaeriaceae. Arten är reproducerande i Sverige.